# Rakovické Chalupy
Rakovické Chalupy jsou malá vesnice, část města Mirotice v okrese Písek v Jihočeském kraji. Nachází se asi 1,5 kilometru severovýchodně od Mirotic. Prochází zde silnice II/121. Je zde evidováno 6 adres. V roce 2011 zde trvale žil jeden obyvatel.
Rakovické Chalupy leží v katastrálním území Mirotice o výměře 8,25 km².

## Historie
První písemná zmínka o vesnici pochází z roku 1840.

## Obyvatelstvo
| Rok            | 1869 | 1880 | 1890 | 1900 | 1910 | 1921 | 1930 | 1950 | 1961 | 1970 | 1980 | 1991 | 2001 | 2011 | 2021 |
| -------------- | ---- | ---- | ---- | ---- | ---- | ---- | ---- | ---- | ---- | ---- | ---- | ---- | ---- | ---- | ---- |
| Počet obyvatel | 33   | 43   | 38   | 30   | 25   | 29   | 27   | 26   | 19   | 17   | 7    | 4    | 1    | 1    | 3    |
| Počet domů     | 5    | 5    | 5    | 5    | 5    | 5    | 5    | 5    | 6    | 5    | 4    | 4    | 5    | 6    | 5    |

## Obecní správa
Při sčítání lidu v letech 1850–1874 Rakovické Chalupy byly osadou obce Čimelice v okrese Písek. V letech 1874–1963 byly osadou obce Rakovice v okrese Písek. Od roku 1964 jsou částí města Mirotice v okrese Písek. Poté se Rakovice opět osamostatnily, ale Rakovické Chalupy již zůstaly součástí Mirotic.

## Pamětihodnosti
- Výklenková kaple se nachází u komunikace od Zvíkova vpravo před křižovatkou.[10]

## Galerie

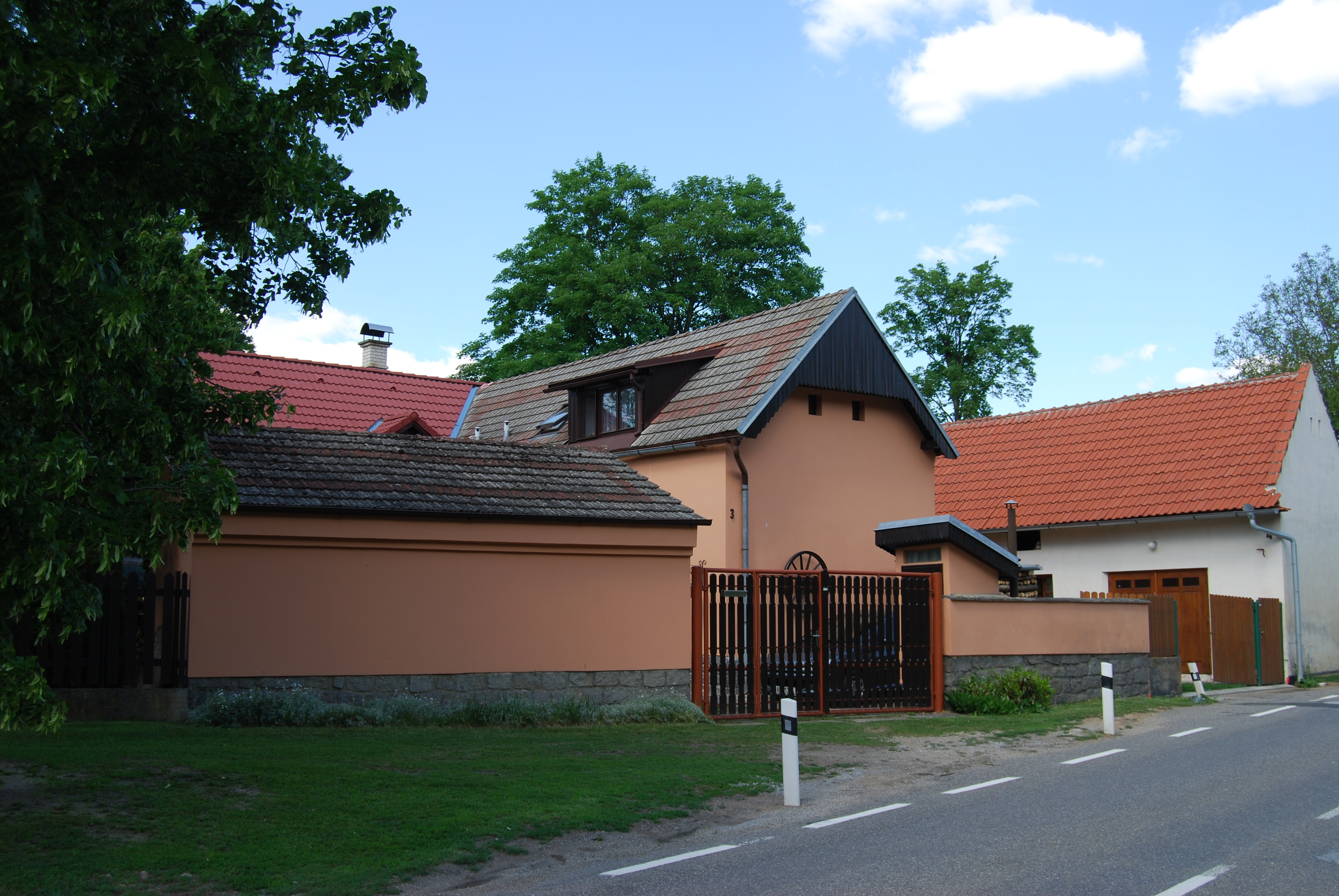
Pohled na část vesnice
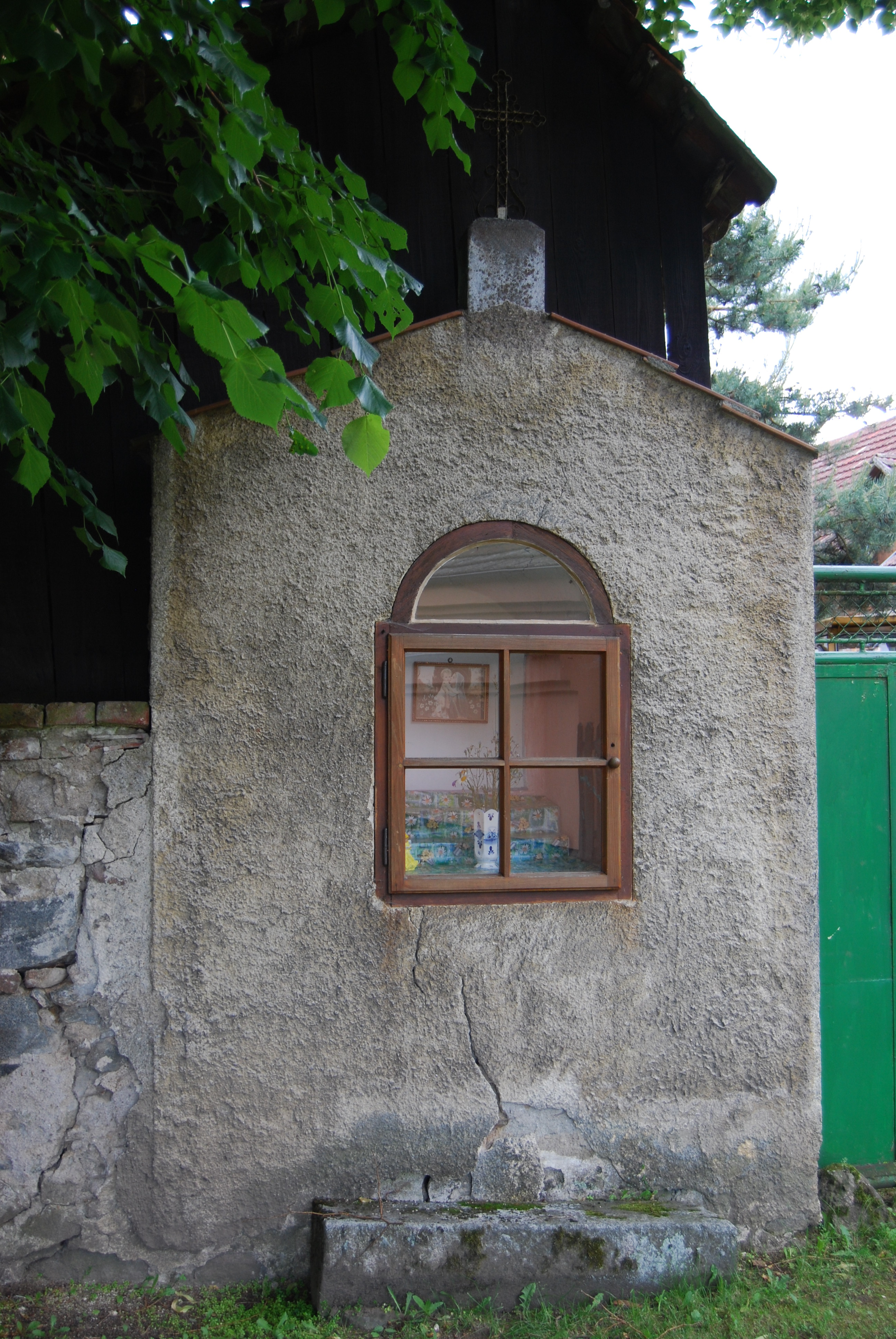
Výklenková kaple ve vsi